# غريس أكيلو
غريس أكيلو (مواليد 1950) شاعرة وكاتبة مقالات وفولكلورية وسياسية أوغندية. هي سفيرة أوغندا في الهند.

## نُبذة
دينا غريس أكيلو هي من شعب إيتيسو، ولدت بالقرب من سوروتي، درست الإدارة الاجتماعية والعمل الاجتماعي في جامعة ماكيريري في كمبالا. في عام 1979، عاشت في تنزانيا بعد أن فرت من حكومة عيدي أمين كلاجئة.
عملت كمحررة لمجلة في كينيا وتنزانيا قبل أن تسافر إلى إنجلترا في الثمانينيات لتصبح مساعدة محرر في أمانة الكومنولث. شغلت أكيلو المنصب من 1983 إلى 1990.

## أعمالها
- Iteso Thought Patterns in Tales, 1975
- My Barren Song. Dar es Salaam, Tanzania: Eastern African Publications, 1979
- Self Twice-Removed: Ugandan Woman, London: Change International Reports, 1982